# Ilos (cratère)
Pour les articles homonymes, voir Ilos.
Ilos (désignation internationale : Ilus) est un cratère d'impact de 90 km de diamètre situé sur Ganymède. Il a été nommé en référence à Ilos, frère de Ganymède.